# Antoni Łuczak

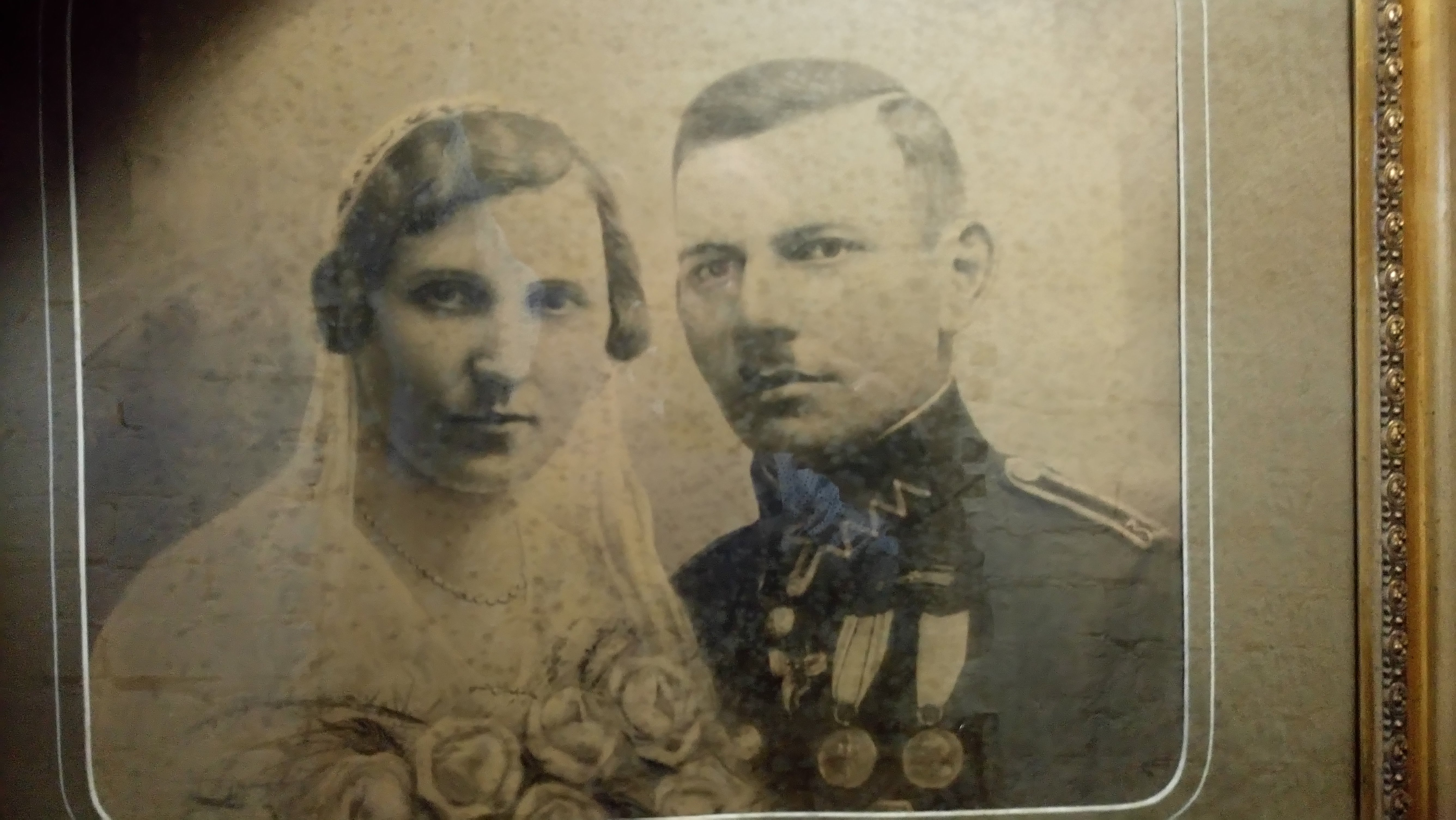
Antoni Łuczak wraz z żoną Wiktorią z d. Ratajczak (ok. r. 1928/29)

Antoni Łuczak (ur. 13 maja 1900 w Krzywiniu, zm. 3 kwietnia 1984 w Krotoszynie) – powstaniec wielkopolski, starszy sierżant piechoty Wojska Polskiego.

## Życiorys
Urodził się w rodzinie Andrzeja i Magdaleny z Motałów . W 1924 roku w miejscowości Bojanowo Stare zawarł ślub z Wiktorią z Ratajczaków, z którą miał czterech synów: Mariana, Tadeusza, Henryka i Jerzego.
Na przełomie 1918/1919 roku wziął czynny udział w powstaniu wielkopolskim, na terenie powiatu i miasta Kościan . Następnie walczył na wojnie z bolszewikami, w szeregach Frontu Litewsko-Białoruskiego. Po wojnie pozostał w wojsku jako podoficer zawodowy, awansując do stopnia starszego sierżanta. Służbę pełnił w 56 pułku piechoty wielkopolskiej w Krotoszynie. W szeregach tego oddziału uczestniczył w kampanii wrześniowej. Walczył w bitwie nad Bzurą i w obronie Warszawy (do 28 września) . Po zakończeniu II wojny światowej powrócił do Krotoszyna, gdzie mieszkał przy ul. Zdunowskiej 43a. Zmarł 3 kwietnia 1984 roku. Został pochowany na cmentarzu parafialnym w Krotoszynie.

## Ordery i odznaczenia
- Krzyż Kawalerski Orderu Odrodzenia Polski – 14 maja 1975
- Wielkopolski Krzyż Powstańczy – 22 maja 1972[2]
- Odznaka Pamiątkowa Wojsk Wielkopolskich
- Odznaka Pamiątkowa Frontu Litewsko-Białoruskiego
- Odznaka za Rany i Kontuzje
- Medal Dziesięciolecia Odzyskanej Niepodległości
- Medal Pamiątkowy za Wojnę 1918-1921